# Just Feel Better
Just Feel Better is een nummer van de Amerikaanse band Santana uit 2005, ingezongen door Aerosmith-zanger Steven Tyler. Het is de tweede single van Santana's twintigste studioalbum All That I Am.
Het was een van de weinige keren dat Steven Tyler te horen was op een nummer zonder zijn band. Er bestaat ook een versie van "Just Feel Better" ingezongen door Puddle of Mudd-zanger Wes Scantlin. Ondanks dat de bandleden van Santana zowel de versie met Scantlin als met Tyler goed vonden, besloten ze toch de versie met Tyler op single uit te brengen, omdat de band vond dat Tyler het met meer emotie zong. Het nummer flopte in Amerika, maar werd in de Nederlandse Top 40 wel een klein hitje met een bescheiden 33e positie.